# Wolf Hall
Wolf Hall is een historische roman uit 2009 van de Britse schrijfster Hilary Mantel en een geromantiseerde deels fictieve biografie van Thomas Cromwell. Het boek is het eerste van een trilogie; het tweede boek Bring Up the Bodies verscheen in 2012. Het derde boek, The Mirror and the Light, over de laatste vier levensjaren van Thomas Cromwell, kwam uit in maart 2020.

## Titel
De titel Wolf Hall verwijst naar Wulfhall in het graafschap Wiltshire. Dat was het huis van John Seymour, wiens dochter Jane later nog met Hendrik VIII zou trouwen. De naam van het boek refereert ook aan het gezegde homo homini lupus.

## Vertaling
De Nederlandse vertaling met dezelfde titel is gepubliceerd in 2010. Terwijl het in de Europese talen gebruikelijk is de middeleeuwse vorsten in de eigen taal te benoemen, doet deze vertaling dat niet. Hendrik VIII blijft "Henry", zijn eerste vrouw Catharina (van Spaanse afkomst, maar in het Engels "Katherine") blijft "Katherine" en keizer Karel V is "keizer Charles". De (toen) Nederlandse stad Doornik heeft de Engelse naam "Tournai".

## Verhaal
Het verhaal speelt zich af van 1500 tot 1535 en beschrijft de snelle groei van de macht van Thomas Cromwell aan het hof van Hendrik VIII van Engeland, tot aan de terechtstelling van Thomas More.
Cromwell werd in een bescheiden familie geboren maar werd de rechterhand van kardinaal Thomas Wolsey, adviseur van de koning. Hij overleefde de val van Wolsey en werd uiteindelijk een van Hendriks belangrijkste ministers. Hij begeleidde de verstoting van Hendriks echtgenote, Catharina van Aragon, diens huwelijk met Anna Boleyn, de afscheuring van de Engelse kerk en de ontbinding van de kloosters.

## Prijzen
- 2009 - Booker Prize[1][2][3]
- 2010 - nominatie voor de Orange Prize for Fiction[3]